# Prionyx foxi
Prionyx foxi är en biart som beskrevs av Richard Mitchell Bohart och Menke 1963. Prionyx foxi ingår i släktet Prionyx och familjen grävsteklar. Inga underarter finns listade i Catalogue of Life.